# Азелли, Гаспаре
Гаспаре Азелли (итал. Gaspare Aselli, около 1581, Кремона — около 1626, Милан) — итальянский анатом.
Азелли был профессором анатомии и хирургии университета города Павия. Позже практиковал медицину в Милане. В 1622 году при исследовании брыжейки тонкой кишки собаки открыл млечные сосуды (lacteal) лимфатической системы, через которые всасываются продукты расщепления жиров. Описание своего открытия изложил в сочинении «De lactibus sive lacteis venis», опубликованном посмертно в 1627 году в Милане.